# Tsunekazu Takeda
Tsunekazu Takeda (竹田 恆和, Takeda Tsunekazu, né le 1er novembre 1947 à Tokyo) est un dirigeant sportif japonais.
C'est l'actuel président du Comité olympique japonais et est membre du Comité international olympique depuis 2012.
C'est le 3e fils du prince Tsuneyoshi Takeda et l'empereur Meiji était son ancêtre.

## Biographie
Tsunekazu Takeda participe à ses premiers Jeux olympiques à Munich en 1972, en tant que membre de l’équipe japonaise d’équitation. Il participe à cinq éditions en tout, en tant que cavalier, puis entraîneur au sein de cette même équipe.
Il devient président du Comité olympique japonais en 2001, rejoignant également le CIO en 2012. En 2019, le comité olympique japonais décide de faire exception à sa règle sur l’âge maximal de 70 ans au moment de l’élection pour se porter candidat au poste de président, afin de lui permettre de briguer un onzième mandat et d’assumer ces fonctions jusqu’aux Jeux olympiques de Tokyo. En effet, Takeda était président de la campagne de candidature japonaise de 2013 ; de plus, les règles du CIO demandent à tous ses membres d’occuper une position exécutive dans leurs comités olympiques nationaux.
Il est suspecté, puis blanchi au Japon en 2016 pour des soupçons de corruption active lors de l’attribution des Jeux de 2020 à Tokyo, mais est mis en examen par la justice française pour les mêmes faits le 10 décembre 2018.